# Up To Start
Up To Start é uma empresa de consultoria empresarial sediada em Lisboa que está especialmente direcionada para Start up's e Pequenas e Médias Empresas (PME`s). É a única empresa em Portugal a combinar a prestação de serviços especializados em consultoria de negócios nas áreas de Planeamento e Estudo de viabilidade de negócios, estudos de mercado e Projetos de Investimento,assim como a disponibilizar serviços complementares nas áreas de design gráfico, design web e desenvolvimento web, projeto e design de arquitetura corporativa, internet marketing e aceleração de startups e PME's.
Internacionalização
Desde 2012 a empresa tem vindo a ganhar expressão em mercados internacionais como Brasil, Angola, Estados Unidos e Moçambique.